# Salla Kyhälä
Salla Kyhälä , née le 28 janvier 1983 à Espoo, est une joueuse finlandaise de ringuette évoluant[Quand ?] au poste d'avant-attaquante pour le Espoon Kiekkoseura dans la Ligue d'élite professionnelle de Finlande et membre de l'équipe nationale de ringuette de Finlande. Elle a par ailleurs été championne du monde de patinage de descente extrême en 2015.

## Joueuse de ringuette

### Carrière
Salla Kyhälä joue à la ringuette depuis l'âge de 6 ans. Elle joue pour l'équipe nationale des moins de 20 ans de Finlande et atteint les rangs professionnels à Tuusula, en 1999 où elle joue pendant trois saisons. Elle aide son club à atteindre sa première médaille d'argent au Championnat national finlandais en 2000 et sa première médaille de bronze en 2001. Puis elle est échangée au club Espoon Kiekkoseura en 2003. En 2005, elle est élue parmi le kentälliseen All Stars de la Ligue d'Élite professionnelle. 
Kyhälä déménage au Canada en 2008 pour jouer dans la Ligue Nationale de Ringuette. Elle joue 2 saisons pour le Wild de Saskatoon. En 2009, l'honneur de la joueuse la plus utile (Most Valuable Player) lui est décerné par la ligue canadienne.
Aux Championnats mondiaux de 2010, lors du match de la finale contre le Canada, elle marque quatre buts donnant la médaille d'or à son pays.

### Statistiques

#### En équipe nationale
| Année | Évènement                         |   | PJ | B | A  | Pts | +/- | Pun           |  | Résultat |
| 2007  | Championnat du monde de ringuette | 4 | 10 | 8 | 18 | -   | 0   | Médaille d'or |  |          |
| 2010  | Championnat du monde de Ringuette | 5 | 14 | 7 | 21 | -   | 0   | Médaille d'or |  |          |

### Palmarès
- 2 titres de championnats de Finlande (tous remporté avec le Espoon Kiekkoseura).
- Médaille d'or  aux Championnats mondiaux de 2007
- Médaille d'or  aux Championnats mondiaux de 2010

### Honneurs individuels
- Élue sur l'équipe d'étoiles de la Ligue d'élite professionnel de Finlande pour la saison 2004-05
- Élue joueuse MVP dans la Ligue Nationale de Ringuette -Canada pour la saison 2008-09
- Élue dans l'équipe d'étoiles All stars des Championnats mondiaux de 2010[6]

## Patineuse de descente extrême

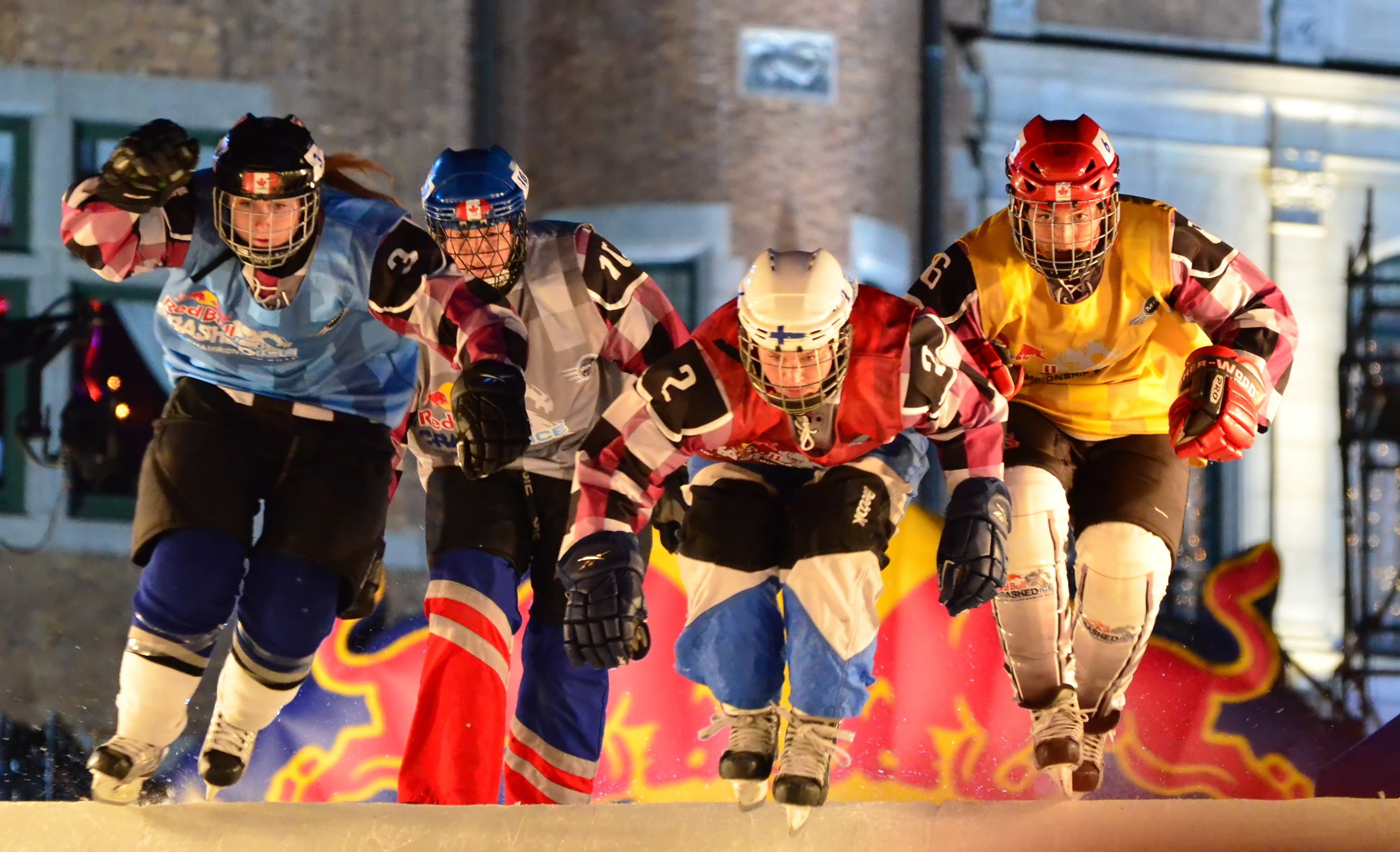
Kyhälä au départ avec les autres participantes lors de l'édition 2011 du Red Bull Crashed Ice

### Carrière
Médaille d'or aux courses de Red Bull Crashed Ice à Québec en 2011 et 2014, Kyhälä remporte en 2015 le premier championnat du monde féminin de patinage de descente extrême devant Jacqueline Legere (en), grâce à ses victoires à Saint Paul et Edmonton.

### Palmarès
- Vainqueur au Red Bull Crashed Ice de Québec en 2011
- 2e au Red Bull Crashed Ice de Québec en 2012
- 2e au Red Bull Crashed Ice de Québec en 2013
- Vainqueur au Red Bull Crashed Ice de Québec en 2014
- Vainqueur au Red Bull Crashed Ice de Saint Paul en 2015
- Vainqueur au Red Bull Crashed Ice d'Edmonton en 2015
- Championne du monde de patinage de descente extrême en 2015